# Голукович, Сергей Иванович
Серге́й Ива́нович Голуко́вич (1907—1989) — советский военный деятель, полковник. Герой Советского Союза.

## Биография
Родился 24 июня (7 июля) 1907 года на станции Яблоновая (ныне посёлок городского типа Яблоново, Читинский район, Забайкальский край) в семье служащего.
После окончания семи классов работал матросом Амурского речного пароходства в Благовещенске.

## Военная служба

### Довоенный период
В 1929 году был призван в ряды РККА и в 1932 году окончил Ленинградское военно-инженерное училище имени А. А. Жданова. В том же году вступил в ряды ВКП(б).

### Советско-финская и Великая Отечественная войны
Принимал участие в советско-финской войне и в Бессарабском походе (1940).
С июня 1941 года принимал участие в военных действиях на фронтах Великой Отечественной войны.
Командуя 7-м отдельным моторизованным понтонно-мостовым батальоном (7-я гвардейская армия), подполковник Голукович отличился во время битвы за Днепр, обеспечивая переправу войск в районе села Бородаевка (Верхнеднепровский район, Днепропетровская область).
Указом Президиума Верховного Совета СССР от 26 октября 1943 года за образцовое выполнение боевых заданий командования на фронте борьбы с немецко-фашистскими захватчиками и проявленные при этом мужество и героизм подполковнику Сергею Ивановичу Голуковичу присвоено звание Героя Советского Союза с вручением ордена Ленина и медали «Золотая Звезда» (№ 1331).

### Послевоенная карьера
С окончанием войны продолжил служить в армии. В 1959 году полковник Голукович вышел в запас, после чего жил в Воронеже и работал в Воронежском строительном тресте.
Умер 25 октября 1989 года в Воронеже. Похоронен на Юго-Западном кладбище.

## Память
В Воронеже на доме, в котором жил Голукович, была установлена мемориальная доска.

## Награды
- Герой Советского Союза (26.10.1943);
- два ордена Ленина (26.10.1943; 5.11.1954);
- три ордена Красного Знамени (3.9.1943; 9.4.1945; 15.11.1950);
- орден Суворова II степени (31.8.1945);
- два ордена Отечественной войны I степени (20.11.1944; 6.4.1985)
- орден Отечественной войны II степени (15.1.1943);
- два ордена Красной Звезды (11.4.1940; 3.11.1944);
- медали.

## Сочинения
- Поперечное плавание. Записки офицера-понтонёра. — М.: Воениздат 1990.